# Vocapia Research
Vocapia Research là một công ty hàng đầu về nghiên cứu và phát triển các giải pháp công nghệ, các hệ thống nhận dạng tiếng nói (speech recognition hay speech-to-text), phân đoạn tự động dữ liệu âm thanh (audio segmentation), cũng như các hệ thống nhận dạng ngôn ngữ nói (language identification) và nhận dạng người nói (speaker recognition). Vocapia Research đã và đang phát triển các mô-đun nhận dạng tiếng nói cho nhiều kiểu dữ liệu khác nhau (các cuộc tranh luận trên truyền hình, các bản tin thời sự, phóng sự, các cuộc hội đàm trên điện thoại,...) cho nhiều ngôn ngữ.
Trụ sở của công ty Vocapia Research hiện nằm tại Orsay, phía nam Paris (Pháp).